# Plectranthus strigosus
Plectranthus strigosus là một loài thực vật có hoa trong họ Hoa môi. Loài này được Benth. ex E.Mey. miêu tả khoa học đầu tiên năm 1838.